# Patek Károly
Patek Károly (Budapest, 1953. április 18. – 2020. november 19. vagy előtte) magyar cselgáncsozó, edző.

## Pályafutása
1973 és 1982 között a Bp. Spartacus cselgáncsozója volt. Négyszer szerzett egyéni magyar bajnoki címet (1976, 1978, 1981, 1982). 1978 és 1981 között a válogatott keretnek a tagja volt. 1986-ban a Testnevelési Főiskolán cselgáncsedzői oklevelet szerzett.

## Sikerei, díjai
- Magyar bajnokság
  - csapatbajnok: 1973, 1975, 1979, 1983
  - bajnok (4): 1976 (63 kg), 1978, 1981, 1982 (65 kg)
  - 2. (2): 1977, 1985 (65 kg)
  - 3. (2): 1979, 1980 (65 kg)